# Horst Martin (Fußballspieler)
Horst Martin (* 23. Dezember 1937; † 15. Oktober 2019) war ein deutscher Fußballspieler. Für die Betriebssportgemeinschaft Aktivist Böhlen spielte er in den 1960er Jahren in der DDR-Liga, der zweithöchsten Liga im DDR-Fußball.

## Sportliche Laufbahn
1966 stieg Horst Martin mit der BSG Aktivist Böhlen aus der drittklassigen Bezirksliga Leipzig in die DDR-Liga auf. In seiner ersten DDR-Liga-Saison war er Stammspieler und verpasste von den 30 ausgetragenen Punktspielen nur eine Begegnung. Er wurde sowohl in der Abwehr als auch im Mittelfeld eingesetzt und war zweifacher Torschütze. Da die BSG Aktivist den Klassenerhalt nicht schaffte, verbrachte Martin die Saison 1967/68 wieder in der Bezirksliga. Nach dem sofortigen Wiederaufstieg war Martin 1968/69 mit 26 Einsätzen bei wiederum 30 Punktspielen erneut Stammspieler, nun aber durchgehend als Mittelfeldspieler. In der Saison 1969/70 absolvierte Martin bis zu 17. Spieltag alle Ligaspiele, danach schied er aus dem Kader der 1. Mannschaft aus. Bis 1976 spielte er mit der 2. Böhlener Mannschaft wieder in der Bezirksliga. Danach wechselte Martin zur BSG Medizin Markkleeberg in die viertklassige Bezirksklasse. 